# Гайленд (Іллінойс)
Гайленд (англ. Highland) — місто (англ. city) в США, в окрузі Медісон штату Іллінойс. Населення — 9991 особа (2020).

## Географія
Гайленд розташований за координатами 38°46′13″ пн. ш. 89°40′45″ зх. д. / 38.77028° пн. ш. 89.67917° зх. д. (38.770248, -89.679264).  За даними Бюро перепису населення США в 2010 році місто мало площу 19,66 км², з яких 16,96 км² — суходіл та 2,70 км² — водойми.

## Демографія
Згідно з переписом 2010 року, у місті мешкало 9919 осіб у 4013 домогосподарствах у складі 2633 родин. Густота населення становила 505 осіб/км².  Було 4283 помешкання (218/км²).
Расовий склад населення:
| - 97,0 % — білих - 0,9 % — азіатів - 0,2 % — корінних американців - 0,2 % — чорних або афроамериканців - 0,1 % — вихідців з тихоокеанських островів |

До двох чи більше рас належало 1,3 %. Частка іспаномовних становила 1,4 % від усіх жителів.
За віковим діапазоном населення розподілялося таким чином: 24,8 % — особи молодші 18 років, 59,0 % — особи у віці 18—64 років, 16,2 % — особи у віці 65 років та старші. Медіана віку мешканця становила 36,8 року. На 100 осіб жіночої статі у місті припадало 90,6 чоловіків;  на 100 жінок у віці від 18 років та старших — 86,3 чоловіків також старших 18 років.
Середній дохід на одне домашнє господарство  становив 67 537 доларів США (медіана — 53 642), а середній дохід на одну сім'ю — 82 963 долари (медіана — 72 681). Медіана доходів становила 54 464 долари для чоловіків та 36 971 долар для жінок. За межею бідності перебувало 10,3 % осіб, у тому числі 15,2 % дітей у віці до 18 років та 10,3 % осіб у віці 65 років та старших.
Цивільне працевлаштоване населення становило 5052 особи. Основні галузі зайнятості: освіта, охорона здоров'я та соціальна допомога — 20,1 %, виробництво — 13,5 %, роздрібна торгівля — 11,3 %, мистецтво, розваги та відпочинок — 10,7 %.